# Анджей Бояковський
Андрій Бояковський (пол. Andrzej Bojakowski; у хрещенні Станіслав; 14 травня 1897, с. Ушня, нині Україна — 2 липня 1941, м. Чортків, нині Україна) — католицький діяч, слуга Божий католицької церкви, вбитий НКВС.

## Життєпис
Андрій Бояковський народився 14 травня 1897 року у селі Ушні, нині Золочівської громади Золочівського району Львівської области України.
Відомо лише, що до ордена він перебував в армії, де проходив дійсну службу. У проповідницький орден вступив у Львові. Як претендент, він працював лісорубом. Після проходження дня 26 травня 1925 року в присутності ради Свято-Троїцького монастиря у Львові, вже як Андрій надів орден св. Домініка, і розпочав нове життя у Львові під керівництвом
магістра братів кооператорів, о. Теодора Налесняка. «13 червня 1926 року вранці о 6 годині, перед усім Згромадженням у хорі добровільно, не боячись» бр. Андрій склав свої перші релігійні обіти перед о. Антоніном Горнісевичем, вікарієм провінції св. Джека. Наприкінці 1926 або початку 1927 року начальство відправило його до Бельгії. Протягом двох років поспіль він перебував у Франції, в місті Ам'єн-Соммі. Після трьох років присутності за межами провінції Св. Джек повернувся до Львова. У 1931—1932 роках був зарахований до Ярославського монастиря. 1 липня 1932 р. склав свої обітниці перед о. Томашем Маковяком, львівського пріора.
Один з братів у літописі братів львівських під датою 24 травня 1932 р. записав: «приїхав до Львова брат Андрій [Бояковський] з приводу представлення своєї солемної професії, яка припадає йому 13 червня; Конезі був з ним три роки, три роки він був професією. А тепер уже аж до смерті, і тепер у нього є час подумати, чи може він залишитися в Ордені аж до смерті». Отримав доручення до монастиря Божого Тіла у Львові 18 червня того ж року, однак, 17 липня 1933 р. його перевели до Єзуполя. До Чорткова Андрій Бояковський приїхав у 1936 році. З самого початку він опікувався захристією костелу св. Станіслава. 2 липня 1941 року в Чорткові закінчилося його життя мученицькою смертю.

### Беатифікаційний процес
Від 12 листопада 2006 року триває беатифікаційний процес прилучення бр. Андрія Бояковського до лику блаженних.